# Rodolfo Escalante
Rodolfo Estanislao Escalante Berninzone (* 15. April 1911 in Montevideo; † 27. Oktober 2003 ebenda) war ein uruguayischer Ornithologe.

## Leben
Escalante hatte bereits als Kind eine starke Neigung zur Biologie und war ein akribischer Naturbeobachter. Zwischen 1932 und 1938 absolvierte er ein Medizinstudium in Montevideo, was er aufgrund von Gesundheitsproblemen, die ihn seit seiner Kindheit und sein ganzes Leben lang begleiteten, abbrechen musste. Da er keinen Universitätsabschluss mehr erlangen konnte, wählte er zwischen 1936 und 1974 ein Studium der Biowissenschaften im Sekundären Bildungsbereich. 1975 legte er die erfolgreiche Prüfung zum Lehrinspektor des Nationalen Rates für Grund- und Hochschulbildung ab. Als Forscher galt sein Hauptinteresse ornithologischen Themen, über die er 40 Artikel in nationalen und internationalen Zeitschriften (darunter El Hornero, Condor, The Auk, Bulletin of the Brooklyn Entomological Society, Neotropical Ornithology, Bulletin of Zoological Nomenclature) sowie sechs Bücher verfasste. Sein bekanntestes Werk ist Catálogo de las aves uruguayas, von dem zwischen 1958 und 1983 drei Bände erschienen.
Von 1950 bis 1987 war Escalante ehrenamtlicher Mitarbeiter am Museo Nacional de Historia Natural. Im Laufe der Zeit und in aufeinanderfolgenden Schenkungen vermachte er dem Museum zahlreiche Sammlungen von internationalen ornithologischen Zeitschriften und Nachschlagewerken. Ebenfalls übertrug er dem Museum eine wertvolle Sammlung von 260 Vogelbälgen, die vor allem aus Meeresvögeln bestand. Dank seiner Forschungsarbeit konnten ein Dutzend Vogelarten der Avifauna Uruguays hinzuzufügt werden.
Escalante war Mitglied zahlreicher wissenschaftlicher Gesellschaften, darunter in der Asociación Ornitológica del Plata, der Cooper Ornithological Society, der Sociedad Zoológica del Uruguay, der American Ornithologists’ Union, der British Ornithologists’ Union, der Australasian Seabird Group, der African Seabird Group, der Association of Field Ornithologists und in der Neotropical Ornithological Society.

## Schriften (Auswahl)
- (mit Luis Barattini): Catálogo de las aves uruguayas Publicaciones de Carácter Científico, Band 1: Falconiformes, 1958
- Modalidades en la migración de algunas aves del Uruguay. Boletín de la Asociación de Profesores de Ciencias Naturales de Enseñanza Secundaria del Uruguay, 2a Reunión Científica, 1963
- Aves marinas del Río de la Plata y aguas vecinas del Océano Atlántico, 1970
- (mit Luis Barattini): Catálogo de las aves uruguayas Publicaciones de Carácter Científico, Band 2: Anseriformes, 1971
- (mit Eduin Palerm): Medio ambiente y conservación de la ornitofauna en el Uruguay. Primera Reunión Nacional sobre la Fauna y su Hábitat, 1973
- Catálogo de las aves uruguayas Publicaciones de Carácter Científico, Band 3: Galliformes y Gruiformes, 1983
- Las aves de LARRAÑAGA, 1998